# Leclercera maochong
Leclercera maochong es una especie de araña araneomorfa del género Leclercera, familia Psilodercidae. Fue descrita científicamente por Chang & Li en 2020.
Habita en China. El holotipo masculino mide 2,58 mm y el paratipo femenino 2,66 mm.